# Mercedes-Benz W143
Mercedes-Benz Typ 230 n a fost prezentat de Mercedes-Benz în 1937, ca succesor al Typ 230 (W21).   Acesta a fost unul din multele modele care, de-a lungul unei perioade de mai bine de 8 decenii, au fost vândute sub egida „Mercedes-Benz 230”. Astfel că i se potrivește mai bine, și e mai folosită, denumirea de Mercedes-Benz W143, conform configurației motorului său.

## Mercedes-Benz Typ 230 n (1937)
Inițial, automobilul a fost proiectat cu același apatament de 2.700 mm (110 in) ca al vechiului Typ 200 (W21). De asemenea, acesta a moștenit sistemul de suspensii independente, lansat de Mercedes-Benz o dată cu  Mercedes-Benz W15, un model de dimensiuni reduse. În partea din față, automobilul nu dispunea de un ax întreg, pe toată lățimea mașinii, ci roțile erau susținute de două arcuri cu foi transversale, separate. În spate, acesta avea două demi-axe oscilante.
Caroseria este alungită, dat fiind faptul că toate automobilele standard ale vremii măsurau  4.400 mm (170 in), dar și lățimea acesteia crește la 1.370 mm (54 in). Motorul cu 6 cilindri și capacitate de 2,229 cc este cel care fusese lansat în 1936, ca un upgrade la seria W21, dar cu câteva modificări, pentru a se adapta unei transmisii manuale convenționale, în 4 trepte. La versiunea anterioară a motorului, adaptată unei transmisii automate, apărea adesea efectul de suprasolicitare. Viteza maximă declarată era de 116 km/h (72 mph).
La data lansării, versiunea de bază a șasiului avea un preț recomandat de 4,200 de mărci. Clienții care doreau achiziționarea unui W143 cu o caroserie standard, aveau de ales între Limuzina (sedan) cu 2 uși și cea cu 4, care se vindeau la 4,990, respectiv 5,270 de mărci. De asemenea, producătorul le punea la dispoziție și câteva versiuni sport sau cabriolet, majoritatea în 2 locuri, dar la prețuri mult mai mari.  Grilajul din față era înclinat spre spate, la mașinile standard, nedispunând de o bară pe care ar fi putut fi montate farurile, dar toate acestea contribuiau la forma aerodinamică a caroseriei. 
Ca rezultat al inovației de a pune un automobil de 4,400 mm (17 in) într-o caroserie veche, de  2,700 mm (110 in), au fost proeminențe destul de vizibile: în cazul modelului W143 din 1937, proeminența caroseriei apare în partea din spate a mașinii. Fie din cauza faptului că protuberanța din spate îi conferea un aspect ciudat, fie din oricare alte motive, modelul inițial al seriei W143 nu s-a bucurat de o popularitate prea mare în piață. 
În consecință, chiar dacă automobilele cu ampatament scurt au fost comercializate până la finele lui 1937, producătorul a lansat o nouă versiune, de 3.050 mm (120 in), cu mult înainte de aceasta. Acest tip de caroserie fusese utilizat anterixor la versiunile alungite din seria Mercedes Typ 200 (W21), vreme de câțiva ani.

## Mercedes-Benz Typ 230 (1937–1941)
Pe lângă faptul că avea un apatament cu 350 mm (14 in) mai mare decât modelul anterior, noua versiune a lui W143 are și o caroserie alungită cu 180 mm (7,1 in). La vremea respectivă, cele mai multe automobile standard aveau o lungime de 4.580 mm (180 in), însă cele cu caroserie tip Pullman ajungeau la 4.790 mm (189 in). După relansare, dispare versiunea de limuzină cu 2 uși, dar gama de modele oferită este extinsă cu alte 4 variante: Landaulet și Tourenwagen (berlină), ambele cu 6 locuri, un cabriolet cu 4 locuri și patru uși (cunoscut și drept Cabriolet ”D”) și modelul ”Kraftdroschke”, foarte popular printre operatorii de taximetre.

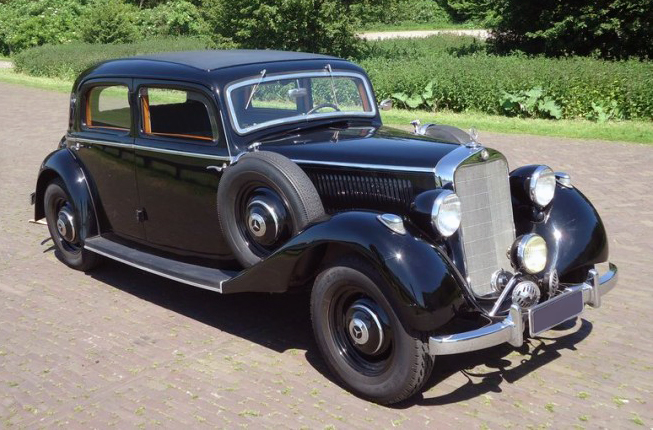
1938 Mercedes-Benz 230 sedan (W143)

Motorul celei de-a doua versiuni din 1937 era neschimbat. La fel și cursele pistoanelor. Cu toate acestea, cutia de viteze era dotată cu funcția synchromesh pentru toate cele patru trepte, în timp ce versiunea anterioară avea această funcție doar pentru cele 2 trepte superioare. 

### Versiuni diesel
Modelul Mercedes-Benz 260 D, lansat în 1936 ca unul dintre primele automobile diesel pentru pasageri din lume, a primit, și el, înbunătățiri majore în 1937. Noua versiune acestuia avea același apatament și aproximativ aceași caroserie cu cea a lui W 143, dar, fiind o mașină diesel, avea o altă serie. Acesta este cunoscut ca Mercedes-Benz W138

### Producția seriei
Mercedes-Benz W 143 a fost produs până în 1941, deși în ultimul an s-au produs doar 22 de exemplare. .  
Între anii 1936 și 1941, Mercedes-Benz a produs 20,336 astfel de autoturisme, astfel că seria W143 ocupă locul 2 în topul celor mai populare mașini ale companiei, până la vremea respectivă. Cu toate acestea, cifra de vânzare este cu mult sub cea a lui W136, care ocupă locul I în top.
Se presupune că succesorul lui W143 este Mercedes-Benz W153, care avea aceeași motorizare, dar într-o caroserie mult mai modernă. Producția seriei a fost întreruptă din cauza declanșării războiului, dar la finalul acestuia, în  1951, producătorul revine pe piața automobilelor sedan și cabriolet (motoare cu 6 cilindri) cu noua serie Mercedes-Benz 220..